# Bundi
Bundi är en stad i delstaten Rajasthan i nordvästra Indien. Den är administrativ huvudort för distriktet Bundi och hade cirka 100 000 invånare vid folkräkningen 2011. Staden fick sitt namn efter fursten av Meenadynastin med samma namn. På grund av sin händelsrika historia och många minnesmärken är turistnäringen viktig här.